# L'Affaire Nina B.
L'Affaire Nina B. is een Frans-Duitse dramafilm uit 1961 onder regie van Robert Siodmak. De film is gebaseerd op de roman Affäre Nina B. (1958) van de Oostenrijkse auteur Johannes Mario Simmel.

## Verhaal
In het naoorlogse Duitsland tracht de zakenman Berrera zijn concurrenten te chanteren met hun naziverleden. Als gevolg daarvan wordt hij zelf aangehouden wegens fraude.

## Rolverdeling
| Acteur                  | Personage                      |
| ----------------------- | ------------------------------ |
| Nadja Tiller            | Nina Berrera                   |
| Pierre Brasseur         | Berrera                        |
| Walter Giller           | Holden                         |
| Charles Regnier         | Schwerdtfeger                  |
| Hubert Deschamps        | Romberg                        |
| Jacques Dacqmine        | Dr. Zorn                       |
| Maria Meriko            | Mila                           |
| André Certes            | Falkenberg                     |
| Nicolas Vogel           | Von Knapp                      |
| Ellen Bernsen           | Secretaresse van Schwerdtfeger |
| Marie Mergey            | Ziekenzuster                   |
| Guy Decomble            | Lofting                        |
| Philippe Forquet        | Zoon van Schwerdtveger         |
| Étienne Bierry          | Dietrich                       |
| José Luis de Villalonga | Kurt                           |